# Makabi Lilepo
Makabi Lilepo (né le 27 juillet 1997) est un footballeur international congolais qui joue au poste d'ailier gauche au Kaizer Chiefs.

## Carrière en club
Lilepo est issu des rangs des jeunes de l'AS Vita Club mais n'a jamais fait partie de la première équipe ni vu de temps de jeu en Linafoot. Fin 2018, il a été invité à des essais au Zamalek SC de la Premier League égyptienne. En janvier 2019, après une attente de deux mois pour que les documents soient finalisés, il a été prêté à Mbabane Swallows pour la saison 2018-19 de la Premier League Eswatini,. À mi-parcours de la saison 2019-2020 de la Linafoot, Lilepo rejoint le FC Renaissance du Congo. Il a eu un impact immédiat en marquant quatre buts lors de ses sept premiers matches avec le club. En 2021, Lilepo était revenu à l'AS Vita et était apparu pour le club dans la Ligue des champions de la CAF 2020-2021.
Il arrivera en Europe, en France, au Valenciennes Football Club, en octobre 2023. Le club descendra de  Ligue 2 à Nationaldurant cette saison 2023/2024 malgré un très bon parcours en jusqu’en demi finale de Coupe de France(Lilepo avait même marqué le penalty vainqueur face au Football Club de Rouen en quart et amènera le club en demi finale). Il restera la première parti de saison mais, en manque de temps de jeu, il quittera le club le lundi 27 janvier 2025 pour le Kaizer Chiefs.

## Carrière internationale
Lilepo a fait ses débuts internationaux seniors le 17 janvier 2021 lors d'un match du Championnat d'Afrique des Nations 2020 contre le Congo. Treize jours plus tard, il a marqué son premier but international senior contre le Cameroun en quart de finale du même tournoi.

### Buts internationaux
Les scores et les résultats indiquent le décompte des buts de la RD Congo en premier.
Dernière mise à jour le 17 juillet 2021.
| N° | Date            | Lieu                           | Adversaire | Score | Résultat | Concurrence                            |
| -- | --------------- | ------------------------------ | ---------- | ----- | -------- | -------------------------------------- |
| 1. | 30 janvier 2021 | Stade Japoma, Douala, Cameroun | Cameroun   | 1 –0  | 1–2      | Championnat d'Afrique des Nations 2020 |